# La Sapienza Egyetem

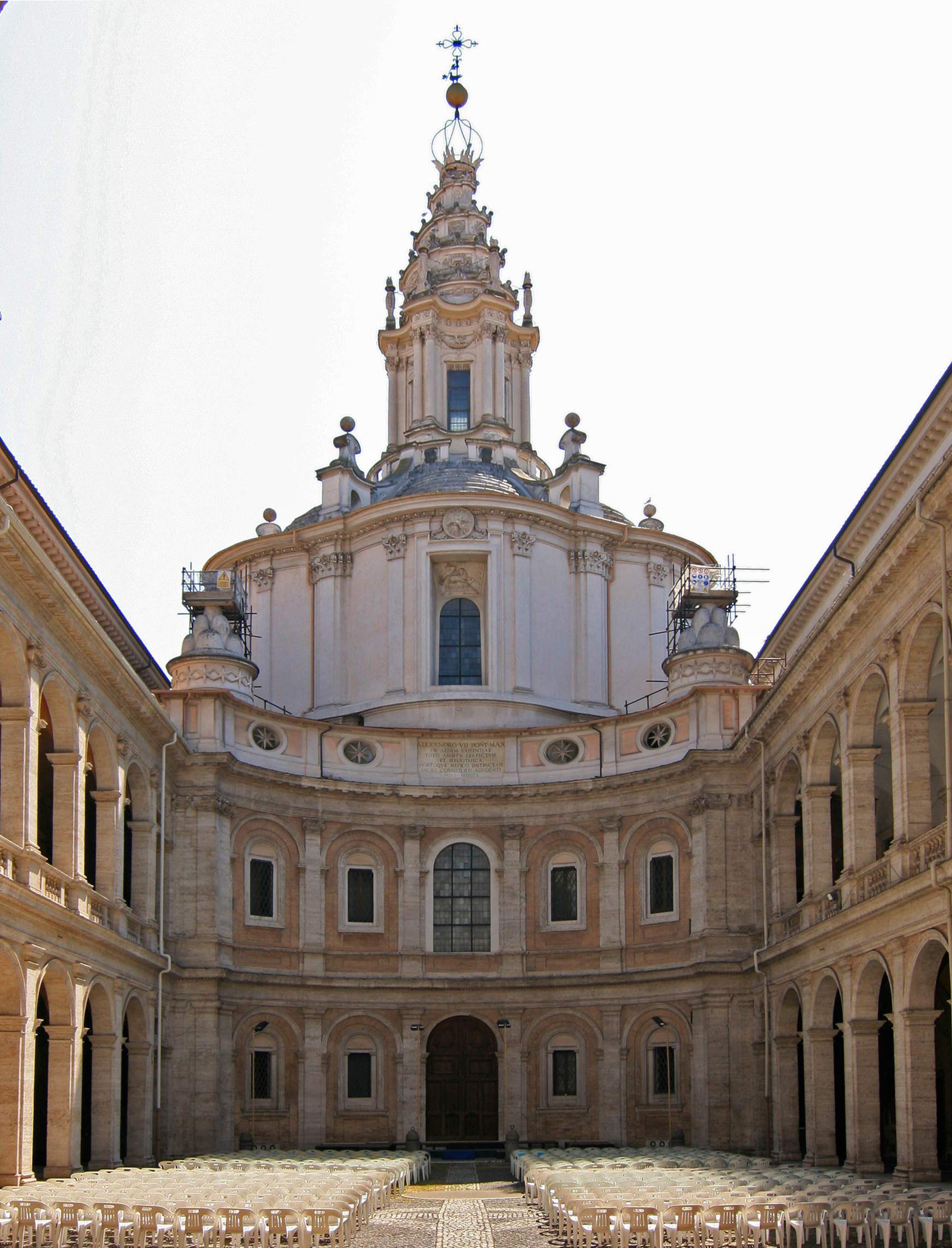
A La Sapienza Palota

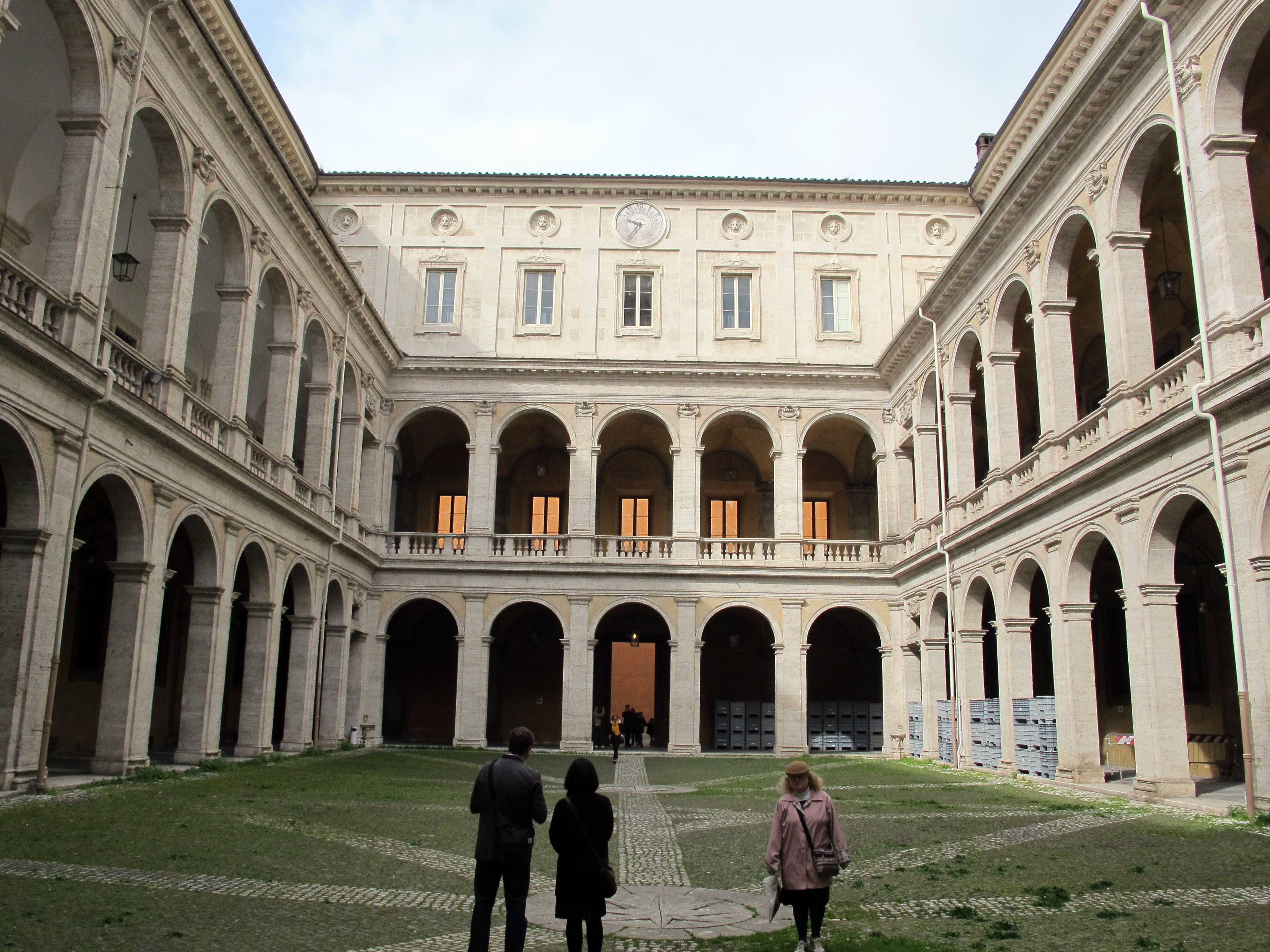
A Sándor Könyvtár, a La Sapienza-palotában

A La Sapienza Egyetem (olaszul: Università degli Studi di Roma "La Sapienza", rövidítve Università La Sapienza - Roma, a köznyelvben La Sapienza) egy 1303-ban alapított olasz állami egyetem, Olaszország és a világ legrégebbi egyetemeinek egyike.
Több mint 112 500 diákjával (2016) Európa legnagyobb egyeteme. A világ akadémiai rangsora szerint Olaszország és Dél-Európa legrangosabb egyeteme. Hosszú ideje ez Róma egyetlen állami egyeteme, ezért diákjai közül kerül ki az olasz társadalom korifeusainak nagy része.

## Története

### AStudium Urbismegalapítása
A 14. században Rómában különböző oktatási intézmények működtek, de a pápai udvar által hivatalosan elismert egy sem. VIII. Bonifác pápa In Supremae praeminentia Dignitatis kezdetű bullájával, 1303. április 20-án alapította, Studium Urbis néven. Kezdben finanszírozása az importált bor megadóztatásából, meg néhány római nemes nagylelkű adományaiból történt. Amikor a pápaság Avignonba költözött, az Egyetem fenntartása Róma városának feladata lett.
A reneszánsz teljes korszaka alatt több pápa is kérte a városi önkormányzatot a nevelőtestület létszámának emelésére és új karok létesítésére. Emellett vásároltak néhány épületet a Sant'Eustachio negyedben, ahol a 17. században, az új székhely mellett VII. Sándor pápa megalapította, többek között, a Sándor Könyvtárat a La Sapienza Palotában, ahol az ma is működik. Pár év után, Francesco Borromini megépítette a Sant'Ivo alla Sapienza-templomot, amelynek a főbejárata fölé az Initium sapientiae timor Domini (A bölcsesség kezdete az Úr félelme) szöveget írták.

### A napóleoni reformok
Az egymást követő reformok, amelyek közül a leginkább figyelemre méltóak a XIV. Benedek pápa (1748), valamint a Római Köztársaság (1798) által bevezetettek voltak (Róma francia megszállását követően) alapvető fontosságúak: az egyetem megfelelt a francia császárság jogszabályainak, miután az új rektor, Giovanni Ferri de Saint-Costante (1811–1815) a Palazzo del Collegio Romano palotába költöztette.

### Az Olasz Királyság alatt

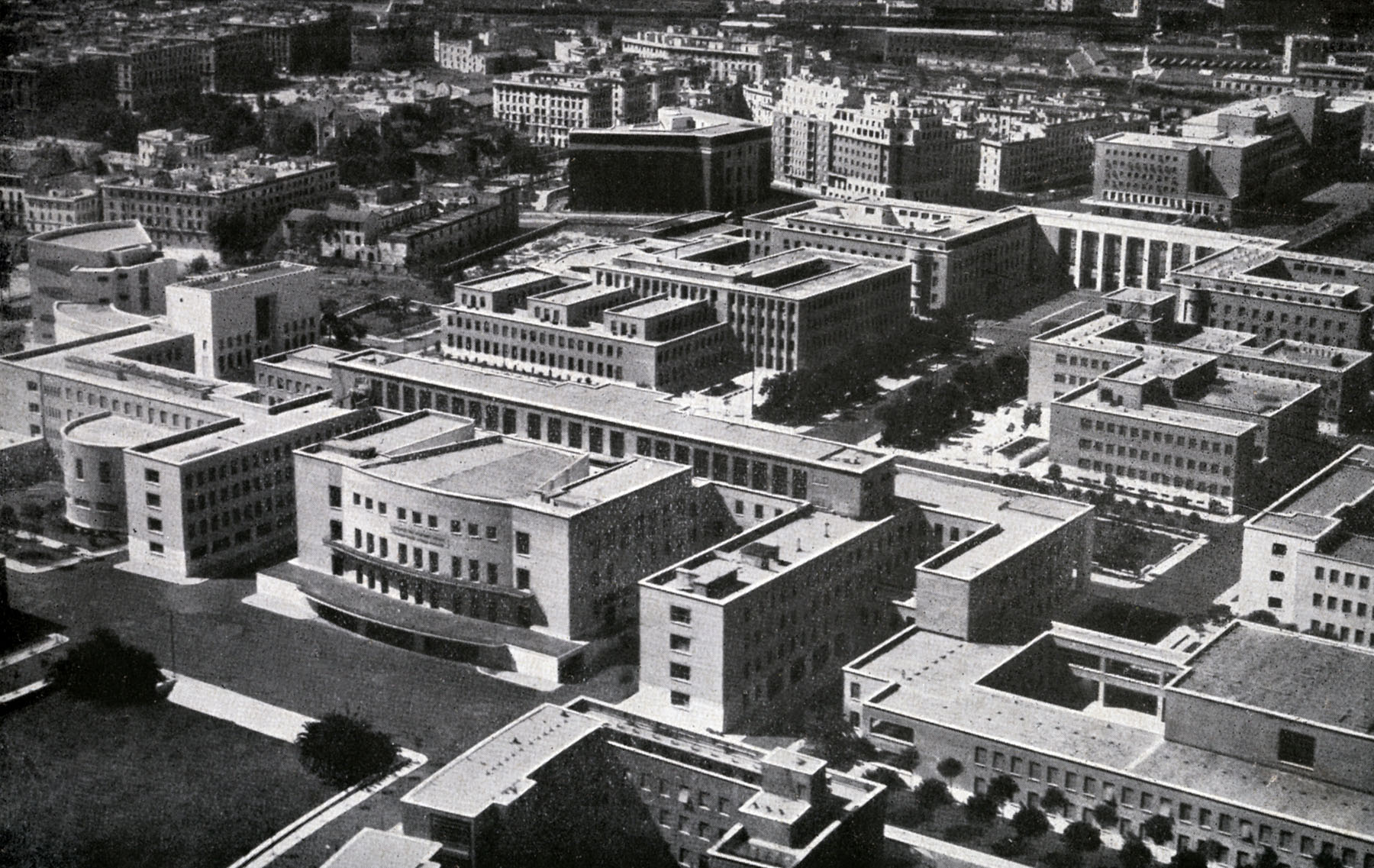
Az 1935-ben felavatott új egyetemi város

Abban a fázisban, amikor a Pápai állam és az Olasz Királyság közti átmenet zajlott, az intézmény megbízott vezetője Terenzio Mamiani volt, akinek sikerült szekularizálnia az egyetemet. A tanácsadó az ideiglenes kormány vezető bizottságának írt, 1870. október 3-án kelt levelében az első kinevezett rektornak Clito Carluccit javasolta, aki 1872. augusztus 27-ig maradt hivatalban, amikor a képviselőház a Casati-törvényben kiterjesztette hatalmát a római egyetemre is. Carlucci mélyreható reformokat hajtott végre; az elsők között vezette be a fiziopatológiás intézetet, a kísérleti élettan, a szövettan, illetve a patológia oktatására.
Létrehoztak egy laboratóriumot vegyipari, gyógyszeripari gyakorlatokhoz, maximálisan dotálva a meglévő tudományos laboratóriumokat is, különösen a kőzettanit, a geológiait és a paleontológiait. Idetelepíttek sok professzort, mind a jogi, mind a gazdasági tudományok, sőt a modern történelem tanítására. A La Sapienza nehéz időszakot élt át az első világháború alatt a beavatkozáspártiak és a pacifisták összecsapásai miatt.
A húszéves fasiszta időszak alatt, 1931 októberében hűségesküt kellett tennie a Ducéra minden egyetemi oktatónak. Négyen, akik ezt elutasították, ennélfogva katedrájukat elveszítették: Ernesto Buonaiuti a kereszténység története; Giorgio Levi Della Vida, a keleti tudományok; Gaetano De Sanctis, az ókori történelem és Vito Volterra, a matematika és fizika professzora.
A monumentalista építész, Marcello Piacentini által tervezett új Egyetemi Várost a király és a királyné jelenlétében, 1935-ben avatták fel.

### A háborútól 1968-ig
A második világháború után az egyetem hamarosan folytatta tevékenységét.
1966. április 27-én az új diákönkormányzat megalakulásakor, az újfasiszta FUAN-Caravella szervezet erőszakos támadásokat hajtott végre az Irodalom- és Filozófia karon, amelyek Paolo Rossi építészhallgató, az Olasz Szocialista Párt tagja halálához vezettek, amikor lezuhant a bölcsészettudományi kar lépcsőházában. Néhány nap múlva, május 2-án az olasz baloldal egységes képviselőházi fellépésére, az Egyetem történetében először fordult elő, hogy a rektor, Ugo Papi kénytelen volt lemondani.
Két évvel később, 1968 márciusában az Építészkar volt a helyszíne a jobb- és baloldali diákok és a rendőrség összecsapásának, amely a krónikába, később pedig a történelembe, a Valle Giulia-i csata néven vonult be.

### 1977
A La Sapienza volt az 1968-as országos diáklázadás és a hetvenes évek politikai zűrzavarának kiindulópontja. Ez volt az a hely, ahol 1977-ben a nagy agitáció történt, amiről a nevét a lázadás kapta, abból az alkalomból, hogy összecsapások történtek a CGIL február 17-i ülésén, amikor Luciano Lama titkárt a parlamenten kívüli, szélsőbalos diákok hevesen megtámadták a szakszervezet azon kezdeményezése miatt, hogy megtörjék az egyetemi várost elfoglaló mozgalmat.

### 2006-tól napjainkig
2006 novemberében az egyetem egy új vizuális azonosításrendszert fogadott el: Minerva logóját felváltotta egy kerub, ami arra utal, hogy az eredeti székhelye a Bölcsesség palotája volt. Emellett a "La" névelő kihagyásával lerövidített neve a "Sapienza Egyetem - Róma" lett.
2009 novemberében az egyetemi szenátus jóváhagyta az átszervezés tervét, amely felülvizsgálta az előző egyetemi felosztást, s tartalmazta a hasonló témájú karok összevonásával a források önálló kezelését. A 2010-es strukturális átszervezés folytán ma a Sapienza tizenegy karra, több mint 60 osztályra, huszonegy múzeumra és ötven könyvtárra oszlik.

## Az egyetem a bűnügyi krónikákban
A Sapienzához köthető az 1980-as, 1990-es évek média által Esamopolinak (kb. vizsgamaffia) nevezett, nagy botránya. A nyomozás a vizsgák adásvétele ügyében folyt, s később az igazságügyi hatóság bizonyította is több tucatnyi diák érintettségét a gazdaságtudományi, kereskedelmi és jogi karokon. A bíróság megállapította, hogy jónéhány diák a vizsgázás helyett minimálisan 500 000 lírát fizetett egy vizsgabiztosnak, aki nevüket a vizsgán átmentek listájára vezette fel. A vizsgálat olyan illusztris személyeket is érintett, mint Antonio Mastrapasqua.

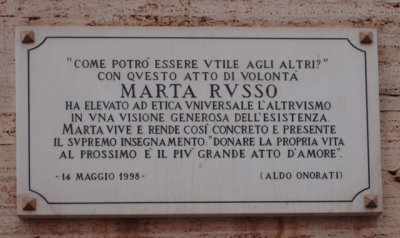
A meggyilkolt Marta Russo emléktáblája

1997. május 9-én véres esemény is történt a Sapienza falai között: a fiatal diáklányt, Marta Russót, aki éppen csak kilépett az osztályteremből, alkotmányjogi órája után, a jogi-, politika- és statisztikatudományi karok felhajtóján halálos pisztolylövés érte a jogfilozófiai tanszék hatos előadóterme felől. Az olasz közvéleményt hosszú időre megosztotta ez az ellentmondásos bírósági ügy.
2003-ban a Filozófia Intézet két asszisztensét, Giovanni Scattonét és Salvatore Ferrarót a bíróság jogerősen elítélte. Előbbit öt év négy hónap börtönbüntetésre emberölésért, utóbbit pedig négy év két hónapra bűnrészességért.
2008. január 15-én az Apostoli Szentszék lemondta XVI. Benedek pápa látogatását az egyetemen egy hatvanhét tudós által aláírt hivatalos tiltakozás miatt, akik nem kívántak részt venni a pápa tanévnyitó székfoglaló előadásán. A tüntetés az egyház állásfoglalása miatt történt, amely szerintük a tudomány ellen irányult, Ratzinger pápa ui. még bíboros korában, 1990-ben a Galileo Galilei ellen 1633-ban indított pert, valamint későbbi bűnösnek nyilvánítását „racionálisnak és jogszerűnek” minősítette. A kezdeményezés a diákok egy részét is négynapos tiltakozásra mozgósította.

## Külső campusok
A sok külső római oktatási hely mellett, az Egyetem rendelkezik egy sor Latina megyei helyszínnel. Összesen több mint száz ingatlan tulajdonosa vagy birtokosa folytonos állami használatra szóló szerződéssel, amelyből harmincnyolc az egyetemi városon belül, a többi elosztva az Örök Városon belül helyezkedik el. A Sapienzához két egyetemi kórház is kapcsolódik, a Policlinico Umberto I. és a Sant'Andrea Kórház, ahol orvostudományi oktatási-kutatási tevékenység folyik. A campus összesen körülbelül 439 000 négyzetméternyi területen fekszik.

## Egyetemi város
Az egyetemi város az 1930-as években, a fasiszta időszak alatt épült fel, amit egy sor racionalista építész felügyelete mellett a hagyományos építész Marcello Piacentini irányított, aki a tervezésért és a Rektori palotáért volt felelős, s akinek joga volt, hogy módosítsa a többiek terveit is. Benito Mussolini szívén viselte, hogy Olaszország fővárosának saját egyetemi központja legyen, így a munkálatok egészen a második világháborúig folytatódtak. Az egyetemi várost 1935. március 31-én III. Viktor Emánuel olasz király jelenlétében avatták fel.
A főbejárat az Aldo Moro térre néz. Egy nagy kapun át lehet bejutni a város belső terére, amelyen egy sor palota, épület sorakozik a diákok, illetve a tanárok számára. A fal minden oldalán vannak még kapuk, amelyeken a „város” megközelíthető. Az északi falon van a kórház, a Policlinico "Umberto I" kapuja, amely szerves része az egyetemi létesítményeknek, közvetlenül az Egyetem irányítása alá tartozik; annak orvosi és sebészeti kara is itt van. A főbejárattól rálátni a Minerva-szoborra, a Bölcsesség szimbólumára, Arturo Martini bronzművére, aki egy emelvényen ül egy kád vízben. A szobor a Rektori Palota előtt áll, amely Marcello Piacentini munkája.
Egy sugárút vezet a főbejárattól a Minerva térre, amelynek jobb oldalán az Ortopédia, a Kémia, a Higiénia, a Fizika épületei, a bal oldalon pedig a főépületben a rektori irodák, az Sándor Könyvtár, valamint az Aula Magna találhatók. Tőle jobbra az Irodalmi, a Bölcsészettudományi, és a Filozófiai tanszék, míg a bal oldalon van az Igazságügyi palota, ahol a Jogi-, Politikai-, valamint a Statisztikai Tudományok kara kapott helyet. A Rektorátustól jobbra legtávolabb, de még mindig a Minerva téren áll a Giò Ponti által 1934-ben tervezett Matematika tanszék épülete. Az egyetemi városon belül vannak bárok, irodák, bankok, posták, sok könyvtár, óvoda és nyilvános múzeumok. Figyelemre méltó a nagy Isteni Bölcsességnek szentelt egyetemi kápolna, a jezsuita atyák üzemeltetésében.

### Római székhelyű karok
- Építészkar:
  - Borghese - Piazza Borghese, 9;
  - Flaminia - Via Flaminia, 70;
  - Gianturco - Via E. Gianturco, 2;

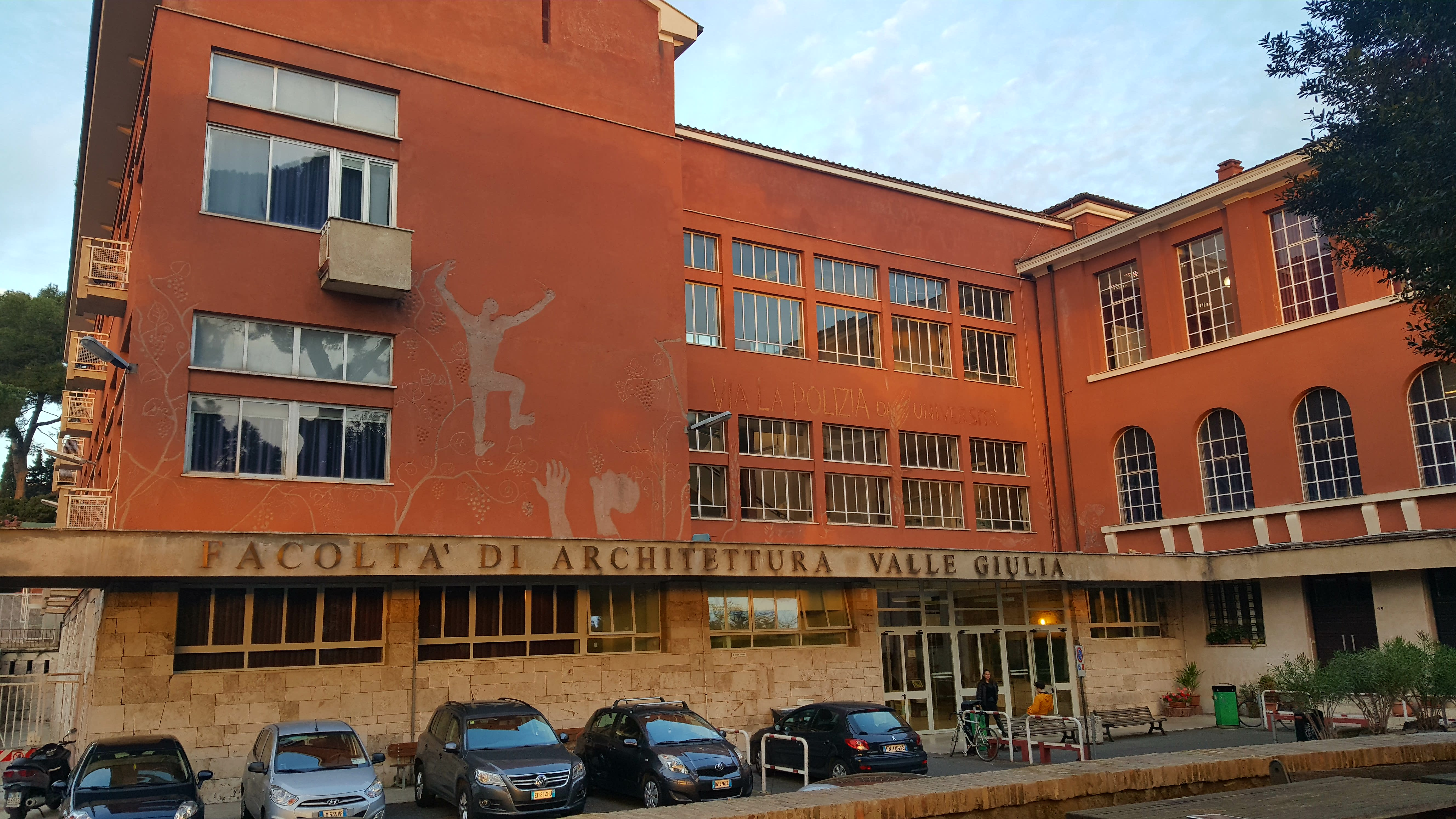
Az Építészkar a Valle Giulián

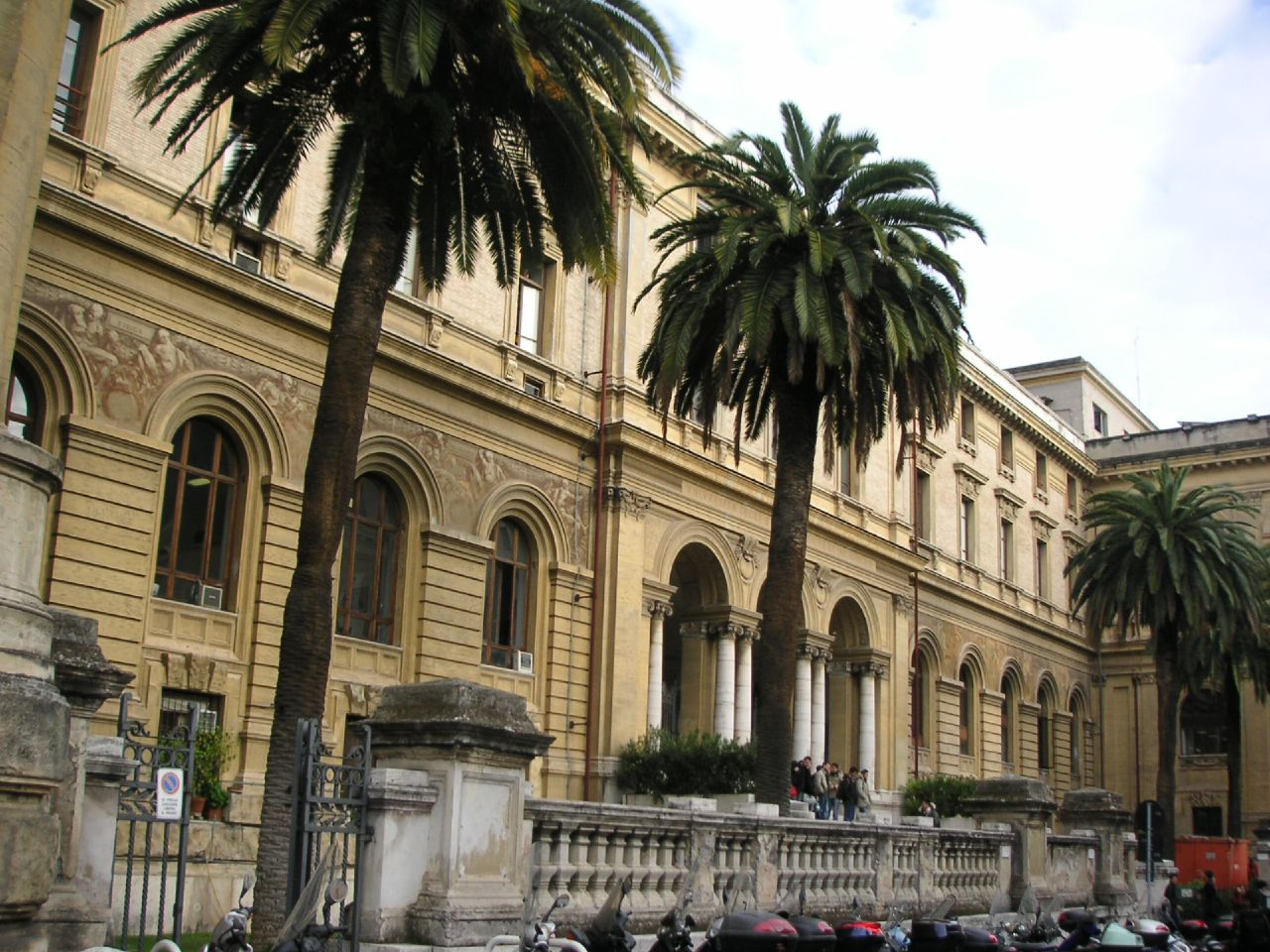
A Mérnökkar a Via Eudossianán

  - Gramsci (Valle Giulia) - Via A. Gramsci, 53.
- Mérnökkar - Via Eudossiana, 18. Az iskola történelmi központja a San Pietro in Vincoli-bazilika melletti, egykori kolostorépületben, Giuliano da Sangallo művében van. Modern mérnökiskolaként, Párizs és Bécs mintájára, VII. Piusz pápa akaratából született, 1817-ben.
  - Van egy másik hivatala is a Via A. Scarpa 14. alatt, a Via del Castro Laurenzianón lévő Gazdaságtudományi kar mellett.
- Szociológia, Kommunikációtudományok kara, a Via Salaria 113. alatt, valamint egyes részlegei a korábbi Sani-kaszárnyában, a Via Principe Amedeo 184. alatt
- Bölcsészettudományi, Filozófiai kar:
  - Scalo S. Lorenzo RM 21, Circonvallazione Tiburtina 4;
  - Ex Vetrerie Sciarra, Via dei Volsci, 122;
  - Villa Mirafiori - Via Carlo Fea, 2;
- Pszichológia kar - Via dei Marsi, 78.

### A polgári és ipari Mérnökkar

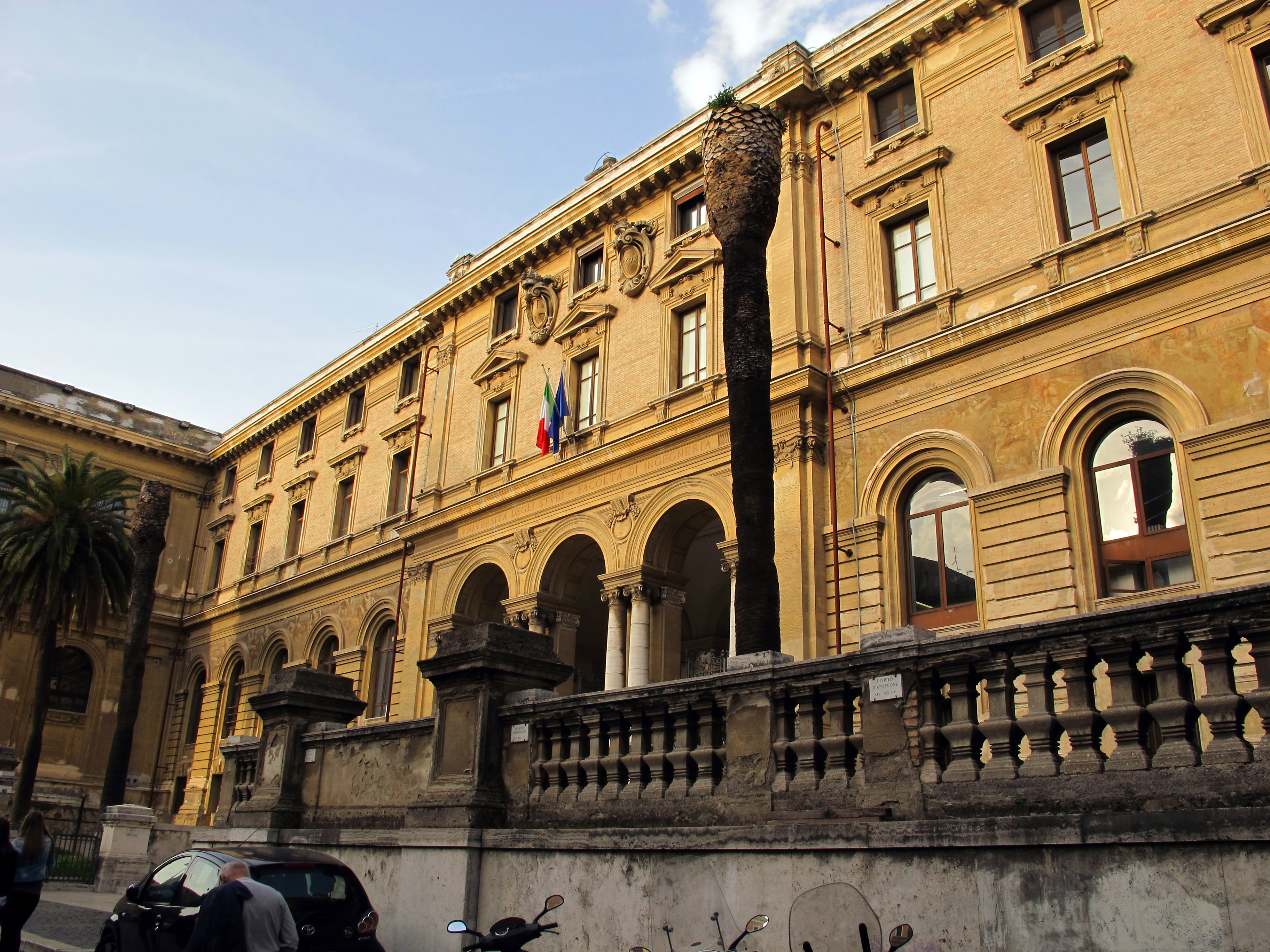
A Mérnöki kar palotája

### Fióktelepei, illetve külföldi egyetemi karai
- Civitavecchia: Polo Universitario di Civitavecchia
- Latina: Egyetemi központ, Latina
- Pomezia: Egyetemi központ, Pomezia
- Rieti: a Sabina Universitason belül
- Buenos Aires, Argentína: Gazdaságtudományi kar

## Szervezet
A 2011-es átszervezés óta a következő tizenegy kar és speciális iskola létezik:
- Építészet
- Gazdaság
- Gyógyszerészet, Farmakológia
- Jogtudomány
- Polgári ipari mérnöki
- Információ mérnöki, informatikai, statisztikai
- Irodalom, Filozófia
- Gyógyászat, Fogászat
- Orvostudomány, Pszichológia
- Matematika, Fizika, Természettudományok
- Politológia, Szociológia, Kommunikáció
- Űrmérnöki iskola

### Építészkar

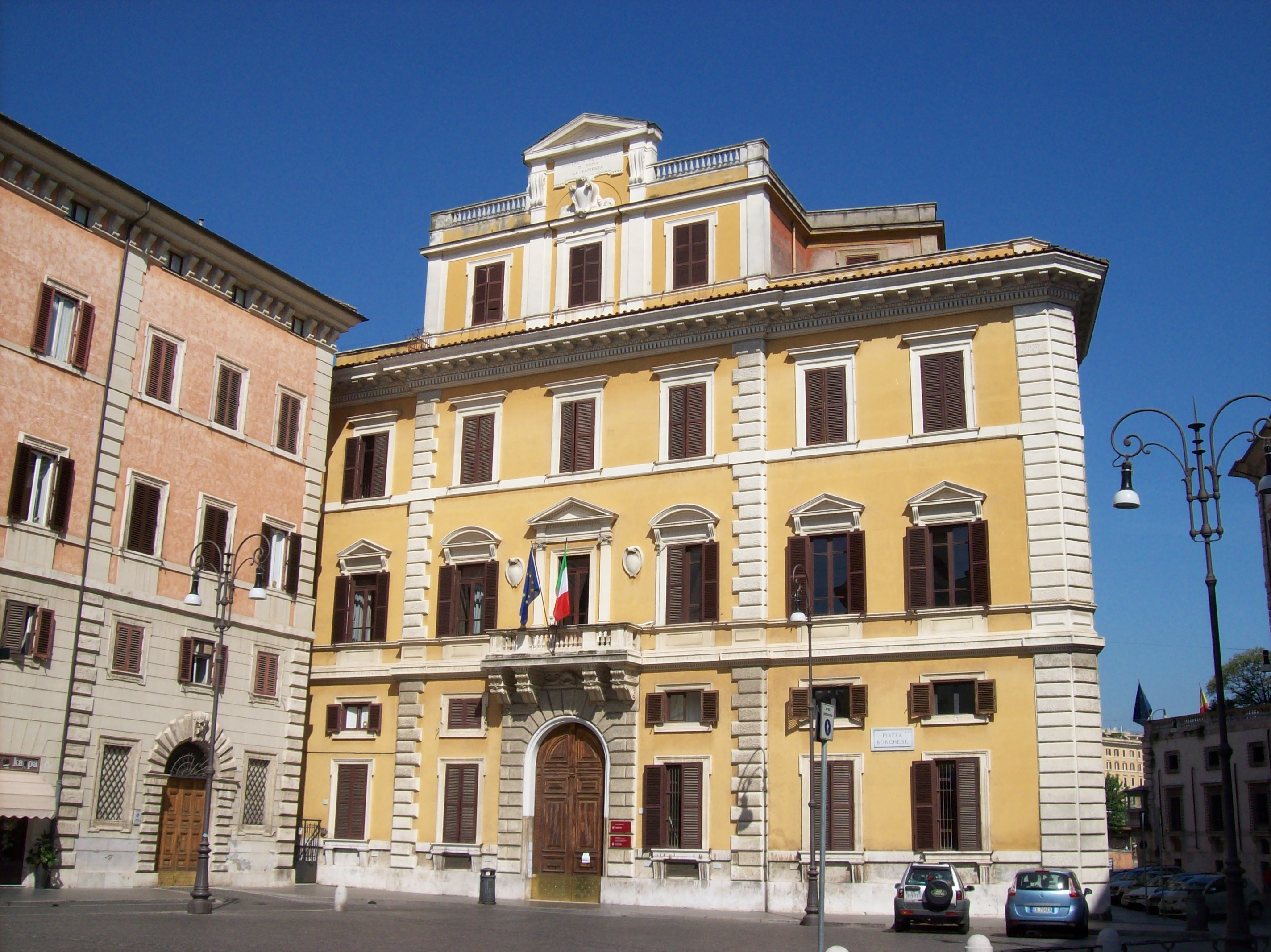
Az Építészkar a Piazza Borghesén

Olaszországban az 1920-as években az első építészkart itt alapították. 2000-ben két különböző karra osztották: a Ludovico Quaroni Első Építészkarra, amelynek vezetése a piazzale Flaminión van, és a Valle Giulia Építészkarra. A Sapienza 2010. november 1-jei átszervezésekor visszatértek az egykaros rendszerre, a négy fentebb felsorolt helyen. A Valle Giulián található a Központi Építészeti Könyvtár, amely a legnagyobb olasz építészeti könyvtár.
A jelenlegi dékán Anna Maria Giovenale professzorasszony, az Építészeti Technológia docense, aki 2014 decemberében Renato Masiani professzort, az újraegyesített kar első dékánját váltotta.
A tanszéken tanított, többek között Marcello Piacentini, Giorgio Calza Bini, Bruno Zevi, Saverio Muratori, Vincenzo Fasolo, Carlo Aymonino, Plinio Marconi, Carlo Kosarak Guidi, Leonardo Benevolo, Franco Minissi, Italo Insolera, Alessandro Anselmi, Arnaldo Bruschi és Ludovico Quaroni. Jelenlegi oktatói: Franco Purini, Paolo Portoghesi, Achille Bonito Oliva, Manfredi Nicoletti, Giovanni Carbonara, Piero Ostilio Rossi és Guendalina Salimei. A karon tanult Lina Bo Bardi és Massimiliano Fuksas.
Ez a kar híres az 1968-as diáklázadásról is, amely a történelemben mint a „Valle Giulia-i csata” ismert. A Madaraknak nevezett diákok és a rendőrség közötti összecsapásokban részt vett, többek között Massiomiliano Fuksas, Franco Russo, akkoriban fiatal diákokként, és Renato Guttuso, aki ebből az alkalomból készítette a híres, ma is látható homlokzati murális művészeti alkotásait a Via Gramscin.

### Gazdaságtudományi kar

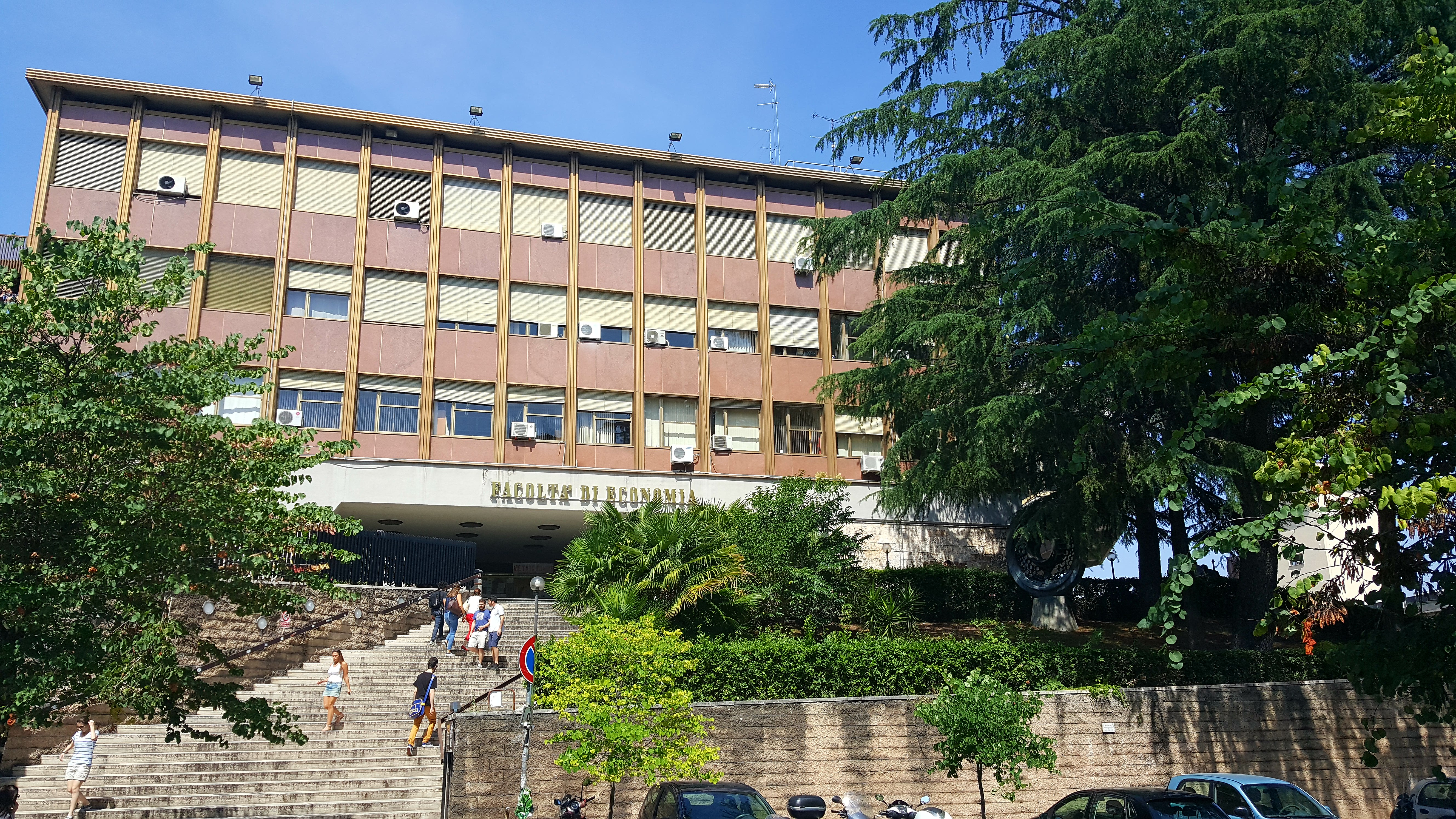
Gazdaságtudományi kar a via del Castro Laurenzianón

A kar 1906-ban alakult köztisztviselők képzésére „Római Kereskedelmi, Gyarmati, Biztosításmatematikai Felsőfokú Tanulmányok Intézete” néven. Mai székhelye az Egyetemi Városon kívül, a via del Castro Laurenziano 9. sz. alatt van, dékánja Giuseppe Ciccarone. A közigazgatási, pénzügyi, gazdasági világ olyan híres diplomásait ez a kar képezte (különösen a Federico Caffè-iskola) mint Cesare Romiti, Ignazio Visco, Mario Draghi és Fulvio Conti. Ennek udvarán gyilkolta meg a Vörös Brigádok Ezio Tarantelli professzort.

#### A rektorok és dékánok listája
Rektorok:
- Tullio Martello (1906–1907)
- Anselmo Ciappi (1907–1908)
- Enrico De Marinis (1908–1910)
- Gennaro Mondaini (1910)
- Filippo Mariotti (1910–1911)
- Anselmo Ciappi (1911)
- Giuseppe Chiovenda (1911–1913)
- Luigi Fontana Russo (1913–1919)
- Umberto Navarrini (1919–1922)
- Enrico Barone (1922–1924)
- Vittorio Alfieri (1924)
- Arrigo Cavaglieri (1924–1925)
- Umberto Navarrini (1925–1928)
- Giacomo Acerbo (1928–1935)

Dékánok:
- Giacomo Acerbo (1935–1943)
- Luigi Ferrara (1943–1944)
- Vittorio Angeloni (1944–1946)
- Nicola Garrone (1946–1952)
- Joseph Chiarelli (1952–1961)
- Livio Livi (1961–1966)
- Raffaele Resta (1966–1969)
- Mario Bandini (1969–1971)
- Remo Cacciafesta (1971–1981)
- Ernesto Chiacchierini (1981–1996)
- Raimondo Cagiano de Azevedo (1996–2002)
- Attilio Celant (2002–2011)
- Giuseppe Ciccarone (2011 óta)

### Általános Orvostudományi és Gyógyszerészkar
A kar a különböző szakterületeknek megfelelő kilenc szervezeti egységből áll.

#### Általános orvostudományi kar
A 16. században, X. Leó pápa idején az orvostudomány elméleti és gyakorlati orvostudományokra, valamint felcserképzésre oszlott. III. Gyula pápa rendelte el, hogy az Egészségügyi főiskolai kar az Orvosi kollégiumokhoz tartozzon, míg XIII. Gergely pápa azt, hogy minden gyógyító ágazatnak kötelező legyen lediplomázni. A következő században X. Kelemen pápa bevezette azt, hogy a diplomához előzetesen kórházi szakmai gyakorlatot kelljen szerezni.
1824-ben XII. Leó pápa bullájában reformokat vezetett be az orvosi egyetemen, ahol az órákat elsősorban latinul tartották, és elrendelte, hogy gyógyító (4 év) valamint sebészi (3 év) oklevelet kizárólag Róma és Bologna egyeteme jogosult kibocsátani. 1870-ben, az Olasz Királyság idején, az általános orvostudományi kart, valamint a sebészetet egy karba foglalták össze, amelyet öt, majd 1876-tól hat év alatt lehetett elvégezni. A kar a Policlinico Umberto I kórházban működik, annak 1904-es megnyitása óta.

#### Gyógyszerésztudományi kar
1808-ban a gyógyszerészet a Római Főgimnázium tantárgyai között szerepelt, amely az egyik legrégebbi olasz egyetem volt, s VIII. Bonifác pápa alapította. A gyógyszerészeti tanulmányok rendszeres egyetemi kurzusait az 1872-ben megszületett Római Királyi Egyetemen tartották. A gyógyszerésztudományi kart hivatalosan 1932-ben alapították.

### Irodalom és Filozófia kar

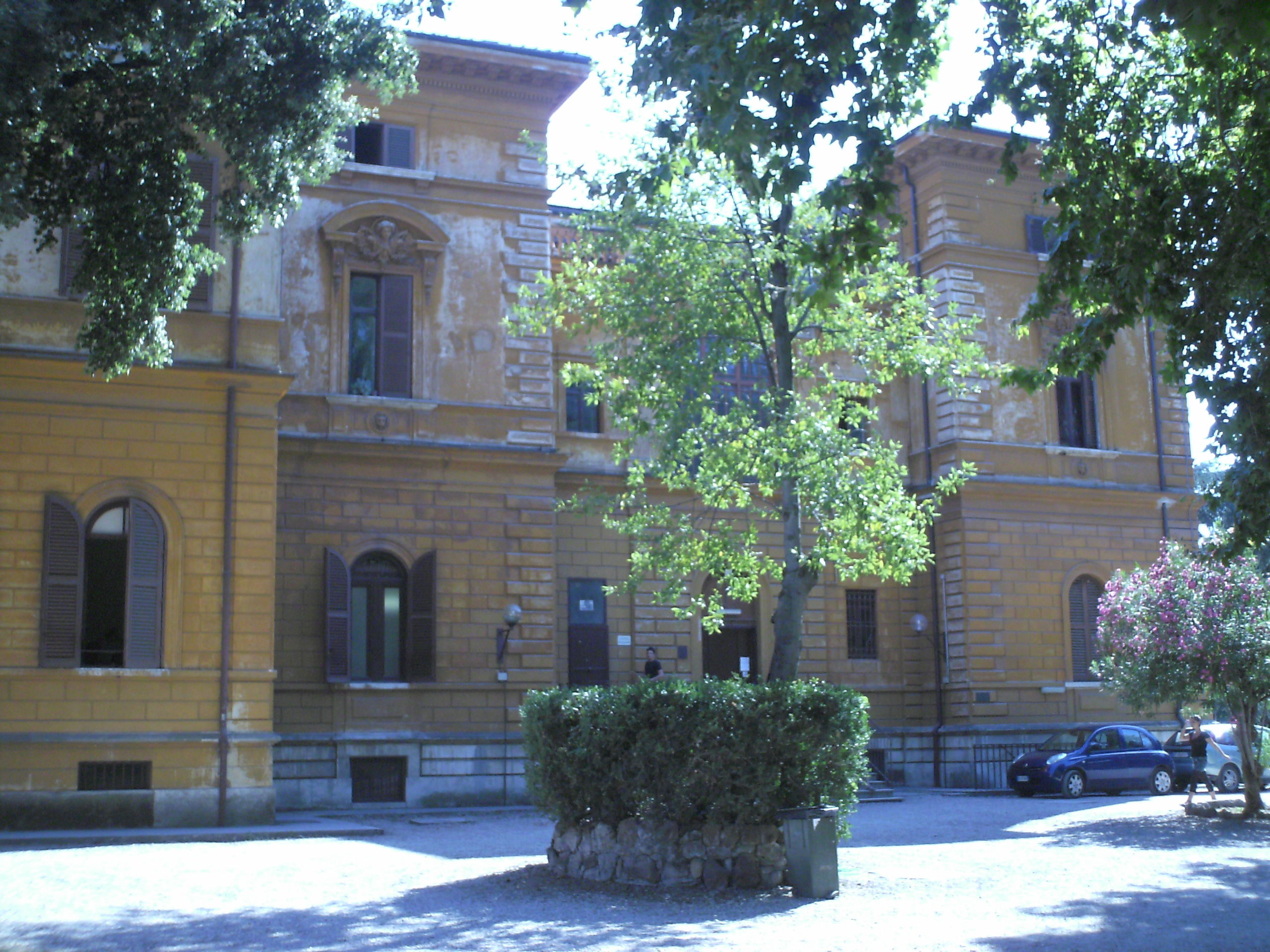
A Villa Mirafiori, a bBölcsészettudományi és Filozófiai kar székhelye